# フェチシズム (X-ファイルのエピソード)
「フェチシズム」（原題:Irresistible）は『X-ファイル』のシーズン2第13話で、1995年1月13日にFOXが初めて放送した。
クリス・カーターは本エピソードが『ミレニアム』を製作する一つのきっかけになったと述べている。

## スタッフ
- 監督：デヴィッド・ナッター
- 脚本：クリス・カーター

## キャスト

### レギュラー
- デイヴィッド・ドゥカヴニー - フォックス・モルダー特別捜査官
- ジリアン・アンダーソン - ダナ・スカリー特別捜査官

### ゲスト
- ブルース・ウェイツ - モー・ボックス捜査官
- ニック・チンランド - ドニー・ファスター
- クリスティーン・ワイルズ - カレン・コセフ捜査官

## ストーリー
ミネソタ州セントポールにある葬儀場では、ジェニファー・ソームズという名前の女性の葬式が執り行われていた。葬儀場の副主任であるドニー・ファスターはその光景を不気味な目つきでじっと見ていた。その夜、見回りをしていた主任は、死体保管室でファスターが死体の髪を楽しそうに切る様子を目にする。主任は直ちにファスターを解雇したが、これが彼を殺人鬼へと変貌させることになろうとはつゆも思わなかった。
それからしばらくして、ミネアポリスの墓地で死体の盗掘事件が発生する。モー・ボックス捜査官はこの事件をエイリアンによる犯行であると確信し、その道の専門家であるモルダーとスカリーに助力を仰ぐ。捜査資料を見たモルダーは事件が人間の手によるものだと断定する一方、荒らされた死体を見たスカリーは、言葉で表現できないほどの不快感に襲われる。その後、同様の事件が連続して2件発生し、いずれの遺体も毛髪が切られており、爪も剥がされていた。犯人の精神状態を分析したモルダーは、犯人が死体の盗掘に飽き足らなくなり、ついには殺人を犯すようになるだろうと予想した。不快感を必死で押し殺しつつも、スカリーはネクロフィリアに関する報告書を作成する。
その頃、ファスターは売春婦を自宅に連れ込んでいた。売春婦がファスターのベッドルームで葬式用の花のコレクションを見つけて騒ぎ出したため、ファスターは彼女を殺し、指を切断してしまう。その後、ファスターは冷凍食品の配達員として採用され、訪問先でめぼしい女性を物色していた。目を付けた女性の家に男性がいないことを知ったファスターは、トイレを借りたいと称して、彼女の家に上がり込んだ。トイレのゴミ箱に捨ててあった女性の毛髪を発見したファスターは、それを嬉しそうに持ち帰る。女性が通うコミュニティ・カレッジの夜間部の講義に出席したファスターは、女性を無理矢理家へと連れて行こうとしたが、彼女の友人たちによって阻止された。ファスターが収監された独房の近くでは、モルダーとスカリーが盗掘事件の容疑を掛けられた男性の尋問をしていた。その様子を見ていたファスターは、スカリーの美しい髪に魅了される。尋問されていた男性からスカリーの名前を聞き出したファスターは、スカリーを次のターゲットに定める。
一連の事件で精神的に大きく疲弊したスカリーは体調を崩したため、ワシントンD.C.でカウンセリングを受ける。セッション終了後、スカリーはミネソタ州から自分に電話があったことを知る。スカリーはモルダーからの電話だと思い込んで彼の携帯に電話したが、モルダーもボックスもスカリーに電話を掛けていないのだという。
ファスターの指紋が犯人のものと一致していることを知ったモルダーとボックスは彼の自宅に踏み込む。ファスターはいなかったものの、冷蔵庫の中から売春婦の指が見つかった。その頃、ミネアポリスに到着したスカリーはファスターによって彼の母親が住んでいた家まで誘拐され、クローゼットの中に閉じ込められる。
スカリーが運転していた車についていた塗料と、ファスターの母親が所有していた車の塗料が一致していたことから、モルダーはファスターが母親の家にいると断定した。クローゼットから脱出したスカリーとファスターがもみ合いになる中、モルダーとボックス率いる特殊部隊が駆けつけ、ファスターは逮捕される。救出されたスカリーは「私は大丈夫だから」と繰り返していたが、ついにはモルダーの腕の中で号泣する。
モルダーがファスターの生い立ちを調べると、彼はごく普通の家庭で育っていた。それを知ったモルダーは「普通の人間であっても、ファスターのような凶悪犯になってしまうことがあるのだ」と考え込んだ。

## 製作
当初、カーターは「Fascination」というタイトルの脚本を執筆していたが、ネクロフィリアを題材とした作品は局の放送基準に抵触すると判断したFOXによって没にされかかっていた。カーターはこのことに関して「私がFOXに脚本を提出したとき、ネクロフィリア色はもっと強かった。軽い作品ではなかった。FOXでは死と性愛を結びつけた作品を作ることはできないんだ。」と語っている。不満はあったものの、カーターは脚本の修正を行った。その結果、ファスターが死体と性交する場面はカットされ、ファスターは単なるフェティシストとなった。カーターは「修正後の脚本でも、ネクロフィリア的な要素は示唆されているし、視聴者の皆さんに感じ取ってもらえると思う。」「死体の髪をシャンプーで洗うシーンで分かるように、修正前も修正後も、ファスターは邪悪なキャラクターのままだ。」と述べている。
本エピソードはシリーズの中でも珍しく、超常現象が一切登場しない。カーターは「「フェティシズム」で、私は初めてデヴィッド・ナッターとタッグを組む機会を得ました。私としては、脚本に彼が食いつくような要素を盛り込みたかったのです。それは普段の私たちの仕事とは少し違ったものになりました。スカリーが自身の抱える恐怖を自覚するという要素以外に、超常現象的な要素がなかったのです。私はスカリーが最も怖れるのは何かを知る必要があると感じていました。そして、スカリーも私たちのほとんどが怖れるようなものに恐怖心を抱くのだという結論に至りました。何者かによって身動きが取れない状況下では、スカリーも大したことはできません。私はこのアイデアこそ、スカリーというキャラクターを深く掘り下げるのに良い方法であると思いました。」と語っている。
スカリーがファスターをこの世にやって来た悪魔だと思い込むシーンは、ジェフリー・ダーマーが引き起こした一連の事件に触発されたものである。ナッターは本エピソードに関して「ありとあらゆる方法で、カーターは全ての恐怖が超常現象に由来するものではないというアイデアを売り出したかったのだろう。モルダーのラストシーンにおける独白にもあるように、恐怖は隣人からもやってくるのだと。」と語っている。
カーターはドニー・ファスター役のキャスティングに関して「ファスターは驚くほど邪悪な怪物だと思います。それ故、キャスティング作業は難航しました。多くの俳優たちの演技を見たのですが、私にはこんな役者に演じてもらいたいというイメージがありました。ただ、私はそのイメージを言語化できなかったのです。ニックが入ってきたとき、彼には両性具有を思わせるようなものがありました。そのとき、私は自分が求めていたものが何かを把握したのです。ニックはジョー・カレッジのようでしたが、彼なら視聴者を震え上がらせることができると思いました」と語っている。グレン・モーガンはチンランドの演技を見事だったと称賛している。ナッターは「ニック・チンランドとの仕事は素晴らしいものでした。彼はモルタルのような存在で、素晴らしい俳優でした。もしもキャラクターの不気味さや奇抜さを強調できる人を探しているのなら、チンランドが正にその人です。」と述べている。
ナッターは本エピソードに関して「私は「フェチシズム」が特別な回になるように尽力しました。あのエピソードは『X-ファイル』にとって特別なものになると考えたからです。ジリアンにとっては、かなり精神的につらいエピソードだったでしょう。ジリアンにはデュエイン・ベリーに誘拐されたシーンを演じたときの感情を吐き出す機会がなかったのですから。あの回がそれを落ち着いて実行できる機会だったと思います。」と語っている。

## 評価
1995年1月13日、FOXは本エピソードを初めてアメリカで放映し、1470万人の視聴者（880万世帯）を獲得した。
本エピソードは批評家から高く評価されている。『エンターテインメント・ウィークリー』は本エピソードにB+評価を下し、「危なっかしい設定からスタートしているが、チンランドの虫酸が走るような演技によるワンマンショーによって、設定がしっかりしたものになった。」と称賛している。『A.V.クラブ』のトッド・ヴァンデルワーフは本エピソードにA評価を下し、「チンランドの演技は本当に恐ろしいもので、『X-ファイル』が新しくかつ面白い方向へ進んだことを証するものであった。」と称賛する一方で、「スカリーがファスターの幻覚を見るシーンは非常に愚かしさを感じるものであった。」と批判している。
カーターは救出されたスカリーがモルダーに抱きつくシーンが特に気に入っており、「あのシーンは、普段お互いへの好意を表に出すことがない2人にとって、優しい時間であったと言える」と評している。